# Paraprionospio alata
Paraprionospio alata är en ringmaskart som först beskrevs av Moore 1923.  Paraprionospio alata ingår i släktet Paraprionospio och familjen Spionidae. Inga underarter finns listade i Catalogue of Life.